# Heteralonia aeaca
Heteralonia aeaca är en tvåvingeart som först beskrevs av Johann Wilhelm Meigen 1804.  Heteralonia aeaca ingår i släktet Heteralonia och familjen svävflugor. Inga underarter finns listade i Catalogue of Life.